# Roland Maywald
Roland Maywald (Emmerich am Rhein, 7 de julio de 1948) es un deportista alemán que compitió para la RFA en bádminton, en la modalidad de dobles.
Ganó cinco medallas en el Campeonato Europeo de Bádminton entre los años 1970 y 1976.

## Palmarés internacional
| Campeonato Europeo | Campeonato Europeo        | Campeonato Europeo | Campeonato Europeo |
| Año                | Lugar                     | Medalla            | Prueba             |
| ------------------ | ------------------------- | ------------------ | ------------------ |
| 1970               | Port Talbot (Reino Unido) | Medalla de bronce  | Dobles             |
| 1972               | Karlskrona (Suecia)       | Medalla de oro     | Dobles             |
| 1972               | Karlskrona (Suecia)       | Medalla de bronce  | Dobles mixto       |
| 1974               | Viena (Austria)           | Medalla de oro     | Dobles             |
| 1976               | Dublín (Irlanda)          | Medalla de bronce  | Dobles             |